# ۹۹۸ (میلادی)
۹۹۸ (میلادی) نهصد و نود و هشتمین سال تقویم میلادی است.

## رویدادها
- اتوی سوم شهر رم را باز پس گرفت و گریگوری پنجم را به منصب پاپی بازگرداند.
- ساموئل امپراتور بلغارستان به پادشاهی کرواسی لشکرکشی و شهر زادار را محاصره کرد.
- سلطان محمود غزنوی در نبرد غزنی پیروز شد و به عنوان امیر غزنی دست یافت.
- ۱۹ ژوئیه - نیروهای فاطمی شهر صور را درنوردیدند و شورش دو سالهٔ شهروندان آن را پایان دادند.

## درگذشتگان
- ابوالوفا محمد بوزجانی ریاضی‌دان ایرانی

‎